# 떤푸군
떤푸군(베트남어: Quận Tân Phú / 郡新富)은 호찌민시의 군 중 하나이다. 2010년을 기준으로 떤푸군에는 407,924명의 인구가 있고, 전체 면적은 16km2이다.

## 지리
떤푸군은 북쪽으로 12군에 경계를 접하고, 동쪽으로 떤빈군과 경계를 접한다. 서쪽으로는 빈떤군과 남쪽으로는 6군과 11군에 경계를 접한다.
2003년 떤빈군에서 분리되어 나왔다.

## 행정 구역
떤푸군에는 모두 11개의 방(Phường 坊)이 있다.
- 떤썬니 방 (Tân Sơn Nhì / 新山二)
- 떠이탄 방 (Tây Thạnh / 西盛)
- 손끼 방 (Sơn Kì / 山奇)
- 떤꺼이 방 (Tân Quý / 新貴)
- 떤탄 방 (Tân Thành / 新成)
- 푸토호아 방 (Phú Thọ Hoà / 富壽和)
- 푸탄 방 (Phú Thạnh / 富盛)
- 푸쭝 방 (Phú Trung / 富中)
- 호아탄 방 (Hoà Thạnh / 和盛)
- 히엡떤 방 (Hiệp Tân / 協新)
- 떤토이호아 방 (Tân Thới Hòa / 新泰和)